# 邱義仁
邱 義仁（きゅう ぎじん、ピンイン: Qiū Yìrén、1950年5月9日 - ）は、中華民国（台湾）の政治家。行政院副院長（副首相）や台湾日本関係協会会長などを歴任している.

## 前半生
1950年に台湾南部の屏東県に生まれる。1972年に国立台湾大学で哲学の学士号を取得した後、シカゴ大学で政治学の修士号を取得。シカゴ大学在学中は、台湾の民主化運動に影響力を持ち、"拡声器（Loudspeaker）"のニックネームが与えられた。

## 政界での台頭
1983年、中国国民党（国民党）政権に批判的な勢力である「党外」の一員として、「台湾の将来は1800万人の住民によって決定されるべきである」と台湾に民主主義をもたらすことを綱領に掲げる「党外編輯作家聯誼会」を結成した。1986年、邱は党外運動の他のメンバーと共に運動の統合を促進し、民主進歩党 (民進党)を結成した。当時はまだ国民党が全島を支配していたため、民進党は目立たないようにしていたが、台湾の自決というメッセージを主張し続けていた。邱らは、民進党内で「新潮流派」を結成した。
台湾の政治情勢が緩和し、開放的になっていく中で、民進党は国民党と選挙で競い合うようになった。1990年代初頭には民進党書記長に就任し、党委員長の施明徳と許信良の下で働いたが、1998年の三合一選挙（立法委員、台北・高雄市長、台北・高雄. 市議会議員）の結果が振るわなかった責任をとって辞任した。民進党は国民党が運営する台北経済文化代表処に対抗して自らの代表を独自に米国に派遣することとなり、邱がワシントンD.C.に派遣された。

## 陳政権下でのキャリア
民進党のワシントン代表を務める傍ら、中華民国総統選挙に民進党から出馬していた陳水扁前台北市長のキャンペーンマネージャーを務めた。陳の当選に伴い、国家安全会議の副秘書長に任命された。直後に行政院秘書長に任命され、政府の政策形成をより強力に推し進めている。
2002年初めに游錫堃が行政院長に任命されるまで、邱は行政院で務めた。行政院長に就任した游は邱を解任し、無任所大臣に就かせた。2002年3月に丁渝洲が国家安全会議秘書長を退任し、陳総統が邱を後任に据えた。邱は2002年から2003年の間この地位にあった。
2003年1月、民進党は2004年中華民国総統選挙に向けた選挙活動のための人事異動を行い、陳総統は邱を国家安全会議秘書長から総統府秘書長に異動させ、「永遠の秘書長」の愛称で呼ばれるようになった。邱は党選挙戦略の第一人者と言われ、陳総統と副総統の呂秀蓮が遊説中に狙撃される事件（三一九槍撃事件）などがありながらも、民進党は総裁選を僅差で制した。
2004年の選挙が成功裏に終了した後、秘書長として国家安全会議に戻され、2007年初めに邱は秘書長として再び総統府に戻された。 2007年5月17日に行政院長が蘇貞昌から張俊雄に交代したのに伴う新内閣の発足により、蔡英文博士が行政院副院長を辞任した。張は新たな行政院副院長に邱を指名した。

### 2008年のスキャンダル
2008年5月5日、邱はパプアニューギニアからの台湾の承認を得るため台湾人を仲介して2980万ドルを送金した責任を認め、与党を離れた。邱はこの容疑について「司法調査に協力するとともに、愛する民進党を離党します。司法調査で私の無実が証明されると信じています」と述べた。邱は汚職の容疑で起訴され、台湾からの出国を禁止された。
2008年5月6日、邱は行政院副院長を辞任した。

### 拘禁
2008年10月31日、邱は、国家安全会議秘書長であった2004年に外交資金約50万ドルを横領した容疑で、最高検察庁特捜部検事に逮捕され、隔離拘留された。陳水扁は自身の逮捕について、北京シンパの国民党政府による"政治的迫害"であるとしており、民進党の陳明文が逮捕されたときには、"政府は法と権力を乱用して私たちを迫害し、屈辱を与えたが、人々と歴史は私たちに正義を返し、私たちの無実を証明してくれるだろう。馬英九政権は、汚職撲滅運動の名の下に、遺恨を晴らそうとしている。私を起訴して有罪にするために、特別捜査部（SID）は、前政府チームのメンバーを一人ずつ監禁して、高姿勢をとってきた。"と述べている。邱は、台北地方裁判所の管轄下にある陳水扁のマネーロンダリング容疑捜査での、8人目の容疑者であった。最終的に、邱は無罪判決を勝ち取った。

## 駐日代表
2016年に総統に就任した蔡英文に起用され、亜東関係協会（後に台湾日本関係協会に名称変更）会長に就任した。
2022年5月、台湾日本関係協会会長を退任。中華民国総統府資政に就任。
2023年4月、日本国政府より旭日重光章を授与される。